# Europapokal der Pokalsieger 1998/99
Der Europapokal der Pokalsieger 1998/99 war die 39. und gleichzeitig letzte Ausspielung des Wettbewerbs der europäischen Fußball-Pokalsieger. 49 Klubmannschaften aus 48 Ländern nahmen teil, darunter Titelverteidiger FC Chelsea, 34 nationale Pokalsieger, 13 unterlegene Pokalfinalisten (Newcastle United, FK Qarabağ Ağdam, MSV Duisburg, FC Kopenhagen, FC Lantana Tallinn, NK Varteks Varaždin, Liepājas Metalurgs, Constructorul Chișinău, RDC Mallorca, Sporting Braga, Lokomotive Moskau, ZSKA Kiew und Apollon Limassol) und mit SC Heerenveen ein unterlegener Halbfinalist, weil sich die beiden niederländischen Pokalfinalisten für die Champions League qualifizierten.
Aus Deutschland waren DFB-Pokalfinalist MSV Duisburg, aus Österreich ÖFB-Cupsieger SV Ried, aus der Schweiz Cupsieger Lausanne-Sports und aus Liechtenstein Cupsieger FC Vaduz am Start.
Das Finale im Villa-Park von Birmingham gewann Lazio Rom mit 2:1 gegen Real Mallorca.
Torschützenkönig wurde der Israeli Alon Mizrahi von Maccabi Haifa mit 7 Toren.

## Modus
Die Teilnehmer spielten wie gehabt im reinen Pokalmodus mit Hin- und Rückspielen den Sieger aus. Gab es nach beiden Partien Torgleichstand, entschied die Anzahl der auswärts erzielten Tore (Auswärtstorregel). War auch deren Anzahl gleich fand im Rückspiel eine Verlängerung statt, in der auch die Auswärtstorregel galt. Herrschte nach Ende der Verlängerung immer noch Gleichstand, wurde ein Elfmeterschießen durchgeführt. Das Finale wurde in einem Spiel auf neutralem Platz entschieden. Bei unentschiedenem Spielstand nach Verlängerung wäre der Sieger ebenfalls in einem Elfmeterschießen ermittelt worden.

## Qualifikation
Die Hinspiele fanden am 13. August, die Rückspiele am 27. August 1998 statt.
|                     | Gesamt |                          | Hinspiel | Rückspiel |
| ------------------- | ------ | ------------------------ | -------- | --------- |
| NK Rudar Velenje    | 2:0    | Constructorul Chișinău   | 2:0      | 0:0       |
| FC Vaduz            | 0:5    | Helsingborgs IF          | 0:2      | 0:3       |
| Lausanne-Sports     | 7:2    | FC Zement Ararat         | 5:1      | 2:1       |
| Cork City           | 2:3    | ZSKA Kiew                | 2:1      | 0:2       |
| Ekranas Panevėžys   | 4:5    | Apollon Limassol         | 1:2      | 3:3       |
| KF Apolonia Fier    | 1:9    | KRC Genk                 | 1:5      | 0:4       |
| Bangor City         | 0:3    | Haka Valkeakoski         | 0:2      | 0:1       |
| Lewski Sofia        | 9:2    | Lakamatyu-96 Wizebsk     | 8:1      | 1:1       |
| Liepājas Metalurgs  | 4:3    | Keflavík ÍF              | 4:2      | 0:1       |
| CS Grevenmacher     | 2:8    | Rapid Bukarest           | 2:6      | 0:2       |
| FC Lantana Tallinn  | 0:6    | Heart of Midlothian      | 0:1      | 0:5       |
| Amica Wronki        | 5:0    | Hibernians Football Club | 4:0      | 1:0       |
| GÍ Gøta             | 01:10  | MTK Hungária FC          | 1:3      | 0:7       |
| Glentoran FC        | 1:3    | Maccabi Haifa            | 0:1      | 1:2       |
| Vardar Skopje       | 0:3    | Spartak Trnava           | 0:1      | 0:2       |
| FC Kopenhagen       | 10:00  | Qarabağ Ağdam            | 6:0      | 4:0       |
| FK Partizan Belgrad | 2:1    | FC Dinamo Batumi         | 2:0      | 0:1       |

## 1. Runde
Die Hinspiele fanden am 17. September, die Rückspiele am 1. Oktober 1998 statt.
|                     | Gesamt          |                     | Hinspiel | Rückspiel |
| ------------------- | --------------- | ------------------- | -------- | --------- |
| NK Rudar Velenje    | 0:2             | NK Varteks Varaždin | 0:1      | 0:1       |
| Panionios Athen     | 5:1             | Haka Valkeakoski    | 2:0      | 3:1       |
| SV Ried             | 3:0             | MTK Hungária FC     | 2:0      | 1:0       |
| Lewski Sofia        | 1:6             | FC Kopenhagen       | 0:2      | 1:4       |
| SC Heerenveen       | 4:1             | Amica Wronki        | 3:1      | 1:0       |
| Heart of Midlothian | 1:2             | RCD Mallorca        | 0:1      | 1:1       |
| FC Chelsea          | 1:0             | Helsingborgs IF     | 1:0      | 0:0       |
| MSV Duisburg        | 1:6             | KRC Genk            | 1:1      | 0:5       |
| Beşiktaş Istanbul   | 4:2             | Spartak Trnava      | 3:0      | 1:2       |
| Rapid Bukarest      | (a)2:2(a)       | Vålerenga Oslo      | 2:2      | 0:0       |
| Apollon Limassol    | 3:3 (4:3 i. E.) | FK Jablonec         | 2:1      | 1:2 n. V. |
| Newcastle United    | (a)2:2(a)       | FK Partizan Belgrad | 2:1      | 0:1       |
| Lazio Rom           | (a)3:3(a)       | Lausanne-Sports     | 1:1      | 2:2       |
| Paris Saint-Germain | 3:4             | Maccabi Haifa       | 1:1      | 2:3       |
| Liepājas Metalurgs  | 0:4             | Sporting Braga      | 0:0      | 0:4       |
| ZSKA Kiew           | 1:5             | Lokomotive Moskau   | 0:2      | 1:3       |

## 2. Runde
Die Hinspiele fanden am 22. Oktober, die Rückspiele am 5. November 1998 statt.
|                   | Gesamt    |                     | Hinspiel | Rückspiel |
| ----------------- | --------- | ------------------- | -------- | --------- |
| Lazio Rom         | 3:2       | FK Partizan Belgrad | 0:0      | 3:2       |
| Vålerenga Oslo    | 4:3       | Beşiktaş Istanbul   | 1:0      | 3:3       |
| SC Heerenveen     | 4:5       | NK Varteks Varaždin | 2:1      | 2:4 n. V. |
| KRC Genk          | (a)1:1(a) | RCD Mallorca        | 1:1      | 0:0       |
| Panionios Athen   | 4:2       | Apollon Limassol    | 3:2      | 1:0       |
| SV Ried           | 3:5       | Maccabi Haifa       | 2:1      | 1:4       |
| Lokomotive Moskau | 3:2       | Sporting Braga      | 3:1      | 0:1       |
| FC Chelsea        | 2:1       | FC Kopenhagen       | 1:1      | 1:0       |

## Viertelfinale
Die Hinspiele fanden am 4. März 1999, die Rückspiele am 18. März 1999 statt.
|                     | Gesamt |                 | Hinspiel | Rückspiel |
| ------------------- | ------ | --------------- | -------- | --------- |
| FC Chelsea          | 6:2    | Vålerenga Oslo  | 3:0      | 3:2       |
| Lokomotive Moskau   | 4:0    | Maccabi Haifa   | 3:0      | 1:0       |
| NK Varteks Varaždin | 1:3    | RCD Mallorca    | 0:0      | 1:3       |
| Lazio Rom           | 7:0    | Panionios Athen | 3:0      | 4:0       |

## Halbfinale
Die Hinspiele fanden am 8. April, die Rückspiele am 24. April 1999 statt.
|                   | Gesamt    |              | Hinspiel | Rückspiel |
| ----------------- | --------- | ------------ | -------- | --------- |
| FC Chelsea        | 1:2       | RCD Mallorca | 1:1      | 0:1       |
| Lokomotive Moskau | (a)1:1(a) | Lazio Rom    | 1:1      | 0:0       |

## Finale
| Lazio Rom                                                   | Lazio Rom | RCD Mallorca | RCD Mallorca | Aufstellung                              |
| ----------------------------------------------------------- | --- | --- | ------------ | ---------------------------------------- |
| Lazio Rom                                                   | \| 19. Mai 1999 um 20:45 Uhr (MESZ) in Birmingham (Villa Park) \| \| Ergebnis: 2:1 (1:1) \| \| Zuschauer: 33.021 \| \| Schiedsrichter: Günter Benkö ( Österreich) \| | \| 19. Mai 1999 um 20:45 Uhr (MESZ) in Birmingham (Villa Park) \| \| Ergebnis: 2:1 (1:1) \| \| Zuschauer: 33.021 \| \| Schiedsrichter: Günter Benkö ( Österreich) \|                                                                   | RCD Mallorca | Aufstellung Lazio Rom gegen RCD Mallorca |
| Lazio Rom                                                   | Luca Marchegiani – Giuseppe Favalli, Siniša Mihajlović, Alessandro Nesta , Giuseppe Pancaro – Pavel Nedvěd (84. Attilio Lombardo), Matías Almeyda, Dejan Stanković (56. Sérgio Conceição), Roberto Mancini (90. Fernando Couto) – Marcelo Salas, Christian Vieri Cheftrainer: Sven-Göran Eriksson ( Schweden) | Carlos Roa – Miquel Soler, Gustavo Siviero, Marcelino Elena, Lauren – Ariel Ibagaza, Jovan Stanković, Javier Olaizola , Vicente Engonga – Dani García, Leonardo Biagini (73. Veljko Paunović) Cheftrainer: Héctor Cúper ( Argentinien) | RCD Mallorca | Aufstellung Lazio Rom gegen RCD Mallorca |
| Lazio Rom                                                   | 1:0 Christian Vieri (7.) 2:1 Pavel Nedvěd (81.) | 1:1 Dani García (11.) | RCD Mallorca | Aufstellung Lazio Rom gegen RCD Mallorca |
| Lazio Rom                                                   | Siniša Mihajlović, Christian Vieri, Luca Marchegiani | Gustavo Siviero | RCD Mallorca | Aufstellung Lazio Rom gegen RCD Mallorca |
| 19. Mai 1999 um 20:45 Uhr (MESZ) in Birmingham (Villa Park) | | |              |                                          |
| Ergebnis: 2:1 (1:1)                                         | | |              |                                          |
| Zuschauer: 33.021                                           | | |              |                                          |
| Schiedsrichter: Günter Benkö ( Österreich)                  | | |              |                                          |

## Eingesetzte Spieler Lazio Rom
| Lazio Rom | |
|           | - Tor: Luca Marchegiani (8/-); Marco Ballotta (1/-) - Abwehr: Siniša Mihajlović (9/-); Fernando Couto (8/-); Giuseppe Pancaro (8/-); Giuseppe Favalli (5/-); Guerino Gottardi (5/-); Alessandro Nesta (4/-); Stefano Lombardi (3/-); Paolo Negro (3/-) - Mittelfeld: Pavel Nedvěd (8/4); Dejan Stanković (7/4); Matías Almeyda (6/-); Sérgio Conceição (5/1); Attilio Lombardo (5/-); Iván de la Peña (4/1); Roberto Baronio (4/-); Federico Crovari (1/-) - Sturm: Roberto Mancini (7/-); Marcelo Salas (6/4); Christian Vieri (4/1); Alen Bokšić (3/1) - Trainer: Sven-Göran Eriksson |

* Giorgio Venturin (4/-), Giovanni Lopez (2/-) und Dario Marcolin (1/-) haben den Verein während der Saison verlassen.

## Beste Torschützen
| Rang | Spieler           | Klub              | Tore |
| ---- | ----------------- | ----------------- | ---- |
| 1    | Alon Mizrahi      | Maccabi Haifa     | 7    |
| 2    | Souleymane Oularé | KRC Genk          | 6    |
|      | Zaza Janashia     | Lokomotive Moskau | 6    |
| 4    | Pavel Nedved      | Lazio Rom         | 4    |
|      | Dejan Stanković   | Lazio Rom         | 4    |
|      | Branko Strupar    | KRC Genk          | 4    |
|      | Dmitri Bulykin    | Lokomotive Moskau | 4    |
|      | Dani              | RCD Mallorca      | 4    |
|      | John Carew        | Vålerenga Oslo    | 4    |
|      | Krisztián Kenesei | MTK Hungária FC   | 4    |
|      | Fabio Celestini   | FC Lausanne-Sport | 4    |
|      | Thomas Thorninger | FC Kopenhagen     | 4    |
|      | Milenko Spoljarić | Apollon Limassol  | 4    |
|      | Oktay Derelioğlu  | Besiktas Istanbul | 4    |